# Ifunda
Ifunda ist ein Verwaltungsbezirk (englisch Ward) des Distrikts Iringa in der tansanischen Region Iringa.

## Geografie
Ifunda liegt im südlichen Hochland von Tansania etwa 40 Kilometer südwestlich der Regionshauptstadt Iringa. Der Bezirk grenzt im Nordosten an Igama, im Osten an Kibengu, im Südosten an Ihalimba, im Südwesten an Rungemba, im Westen an Isalavanu und im Nordwesten an Lumuli. Bei der Volkszählung 2022 lebten 18.420 Menschen in 5106 Haushalten auf einer Fläche von 319 Quadratkilometern.

## Gliederung
Der Bezirk besteht aus sechs Gemeinden (swahili Mtaa) mit 30 Orten (Kitongoji):
| Ifunda - Kibaoni A - Kilimahewa A - Kipera - Utibesa - Ulolage - Mgondo | Bandabichi - Kibaoni B - Bandabichi - Ifunda Sekondari - Kivalali A - Kivalali B - Kilimahewa B - Ihagaha - Mlafu | Kibena - Isenuka - Lutitili - Ulyangwada - Ubalanzi - Kitasengwa - Kalonga | Mfukulembe - Lyasa - Ndolela - Igulumti A - Igulumiti B | Udumka - Ofisini - Utulo - Ikungu | Mibikimitali - Mibikimitali - Masimike - Ulangala |

## Infrastruktur
- Bildung: Im Bezirk gibt es sechs weiterführende Schulen, wovon die vier Ifunda Girls Secondary School,[7] Ifunda Technical Secondary School,[8] Lyandembela Secondary School[9] und Lyasa Secondary School[10] staatliche Schulen mit einer Ausbildung bis zur 4. Stufe sind.[11] Die Kibena Secondary School ist eine private Tagesschule mit einer Ausbildung bis zur 4. Stufe,[12] die St. Theresia Mibikimit Secondary School wird von der katholischen Kirche geführt und ist eine Internatsschule.[13]
- Gesundheit: In der Gemeinde Ifunda liegen ein privates Gesundheitszentrum,[14] eine private Zahnklinik[15] und eine öffentliche Apotheke.[16] Weiters gibt es ein staatliches Gesundheitszentrum und eine staatliche Apotheke in Kibena[17][18]
- Verkehr: Durch den Bezirk verläuft die asphaltierte Nationalstraße T1, die von Iringa im Nordosten nach Njombe im Südwesten führt.[19]